# زرد (فیلم ۱۳۹۵)
زرد فیلمی به کارگردانی و نویسندگی مصطفی تقی‌زاده به تهیه‌کنندگی کامران مجیدی محصول سال ۱۳۹۵ ایران است.
مراسم اکران مردمی فیلم زرد با حضور عوامل و بازیگران در پردیس سینمایی کوروش ۱۲ مهر ماه برگزار شد.

## داستان
نهال و همسرش حامد عضو یک گروه علمی‌ جوان هستند که برای اختراعشان به ایتالیا دعوت شده‌اند.در آخرین روزهای قبل از سفر بر اثر یک حادثه بیماری حامد اوج می‌گیرد و حادثه پشت حادثه سفر این گروه را با بحران مواجه می‌کند…

## بازیگران
| بازیگر          | نقش                    |
| --------------- | ---------------------- |
| بهرام رادان     | شهاب                   |
| ساره بیات       | نهال                   |
| مهرداد صدیقیان  | فرامرز                 |
| بهاره کیان‌افشار | نیکی                   |
| شهرام حقیقت‌دوست | حامد                   |
| علیرضا استادی   | رحیم                   |
| آناهیتا درگاهی  | بهار                   |
| متین ستوده      | ستاره (همسر سابق شهاب) |
| حسین مهری       | عباس                   |
| امیرعلی نبویان  | بهنام (دوست نیکی)      |
| مرتضی تقی‌زاده   | محسن                   |

## جوایز
- زرد در مسابقه جشنواره بین‌المللی فیلم هنر روسیه حضور داشت و توانست دو جایزه اصلی جشنواره یعنی جایزه بهترین فیلم و بهترین فیلمنامه را دریافت کرد.[۱]
- زرد همچنین در جشنواره بین‌المللی فیلم شانگهای در بخش مسابقه توانست، جایزه بزرگ هیئت داوران و جایزه بهترین بازیگر زن را از آن خود کند.[۲]
- زرد برنده بهترین فیلم از نگاه تماشاگران در دومین جشنواره فیلم شید شد.[۳]